# Arbeitsgericht Oberhausen
Das Arbeitsgericht Oberhausen, ein Gericht der Arbeitsgerichtsbarkeit, ist eines der dreißig nordrhein-westfälischen Arbeitsgerichte. Bei ihm sind vier Kammern gebildet.

## Gerichtssitz und -bezirk
Das Gericht hat seinen Sitz in Oberhausen in der Friedrich-List-Straße 18.
Das Arbeitsgericht Oberhausen ist örtlich zuständig für Rechtsstreitigkeiten aus den Städten Oberhausen und Mülheim an der Ruhr.
Die sachliche Zuständigkeit ergibt sich aus dem Arbeitsgerichtsgesetz.

## Übergeordnete Gerichte
Dem Arbeitsgericht Oberhausen sind das Landesarbeitsgericht Düsseldorf und im weiteren Rechtszug das Bundesarbeitsgericht übergeordnet.

## Geschichte
Gemäß Arbeitsgerichtsgesetz vom 23. Dezember 1926 wurden in Deutschland Arbeitsgerichte gebildet. Diese waren nur in der ersten Instanz organisatorisch selbstständige Gerichte, die Landesarbeitsgerichte waren den Landgerichten zugeordnet. Am Landgericht Duisburg entstand so 1927 das Landesarbeitsgericht Duisburg als eines von vier Landesarbeitsgerichten im Bezirk des Oberlandesgerichtes Düsseldorf. In Oberhausen entstand das Arbeitsgericht Oberhausen. Sein Sprengel umfasste den Bezirk des Amtsgerichtes Oberhausen. Es bestand jeweils eine Kammer für Arbeiter, für Angestellte und für Handwerk.
Nach der Besetzung Deutschlands durch die Alliierten wurden 1945 zunächst alle Gerichte geschlossen. Die ordentlichen Gerichte wurden schon bald wieder eröffnet, während die Arbeitsgerichte zunächst nicht wieder eingerichtet wurden, so dass arbeitsgerichtliche Streitigkeiten von den ordentlichen Gerichten erledigt werden mussten. Gemäß Kontrollratsgesetz 21 vom 30. März 1946 sollten in Deutschland Arbeitsgerichte aufgebaut werden. Das Arbeitsgericht Oberhausen entstand so neu.